# Oye TV
Oye TV (o simplemente Oye) es un canal de televisión abierta panameño dedicada a la música en español y es operado por Medcom.

## Historia
Oye TV tiene su origen en la fallida licitación del SCN Canal 8, ya que ninguna empresa pudo cumplir con las exigencias del ente regulador. Entonces, se decide licitar por separado las dos estaciones de televisión en la Ciudad de Panamá, los cuales eran los canales 7 y 9. En 2005, fue lanzado Tele7 como un canal infantil y juvenil. Sin embargo, fue cerrado en 2011 y reemplazado por Mall TV, un canal de televisión por suscripción, que dejó de transmitir por señal abierta en 2016. Finalmente, Oye TV fue lanzado el 8 de mayo de 2017
En marzo de 2020, asumió la emisión de varios programas de su canal hermano Mall TV, debido a que este último cesó sus transmisiones.

## Programación

### Producción Nacional
- Copy Taste: Un recorrido gastronómico por los sabores de Panamá, con las mejores recetas para ser copiadas en casa.
- Entre Nosotras: Magazine donde se tocan diversos temas de actualidad de una manera diferente y entretenida.
- Debate Entre Nosotras: Un grupo de mujeres debate acerca de diversos temas. Familia, política, actualidad, pareja y muchos tópicos más.
- AR7: Noticias sobre actualidad, películas, series, festivales y eventos. Además, las más completas coberturas.
- Tu bienestar TV: Un espacio para aprender a estar bien con el cuerpo y con la mente.